# Karl Wiktor Engdahl

Evangelister i Ichang. Missionärerna Karl Viktor Engdahl och Alfred Fagerholm.

Karl Wiktor Engdahl, född 14 mars 1864 i Järstorps socken, död 14 september 1940 i Stockholm, var en svensk missionär.
Karl Wiktor Engdahl var son till lantarbetaren senare snickaren August Johannisson Engdahl. Han gick i skola i Jönköping och arbetade därefter en tid som typograf. 1885-1888 var han elev vid Svenska missionsförbundets missionsskola i Kristinehamn och genomgick därefter språkstudier vid Dr. Grattan Guinness missionsinstitut i London 1889-1890. 1890-1913 verkade Engdahl som missionär i Kina. Han var 1913-1929 reseombud och biträdande sekreterare för den yttre missionen och pensionerades 1930.